# Bianchi (Itàlia)
Bianchi és un municipi italià, dins de la província de Cosenza, que limita amb els municipis de Colosimi, Panettieri, Parenti a la mateixa província, i de Carlopoli, Sorbo San Basile i Soveria Mannelli a la de Catanzaro.

## Evolució demogràfica
| Població censada al municipi de Bianchi (Itàlia) | Població censada al municipi de Bianchi (Itàlia) | Població censada al municipi de Bianchi (Itàlia) |
| ------------------------------------------------ | ------------------------------------------------ | ------------------------------------------------ |
|                                                  |                                                  |                                                  |
| Notes:                                           | Elaboració gràfica per part de la Viquipèdia     |                                                  |
|                                                  | Font: ISTAT (Institut Nacional d'Estadística)    |                                                  |